# Żdenijewo
Żdenijewo (ukr. Жденієво, węg. Szarvasháza, ros. Ждениево, słow. Žďeňovo/Ždeňová) – osiedle typu miejskiego w rejonie mukaczewskim obwodu zakarpackiego w zachodniej Ukrainie (na Zakarpaciu).
Żdenijewo leży nad potokiem Żdenijówka, na południowym stoku Wschodnich Bieszczadów, w obniżeniu między tym grzbietem a pasmem Połoniny Borżawskiej. Miasteczko znajduje się około 26 km do stacji kolejowej Wołowiec na głównej zakarpackiej linii kolejowej z Mukaczewa do Stryja oraz około 15 km do drogi krajowej z Czopu do Kijowa.

## Historia

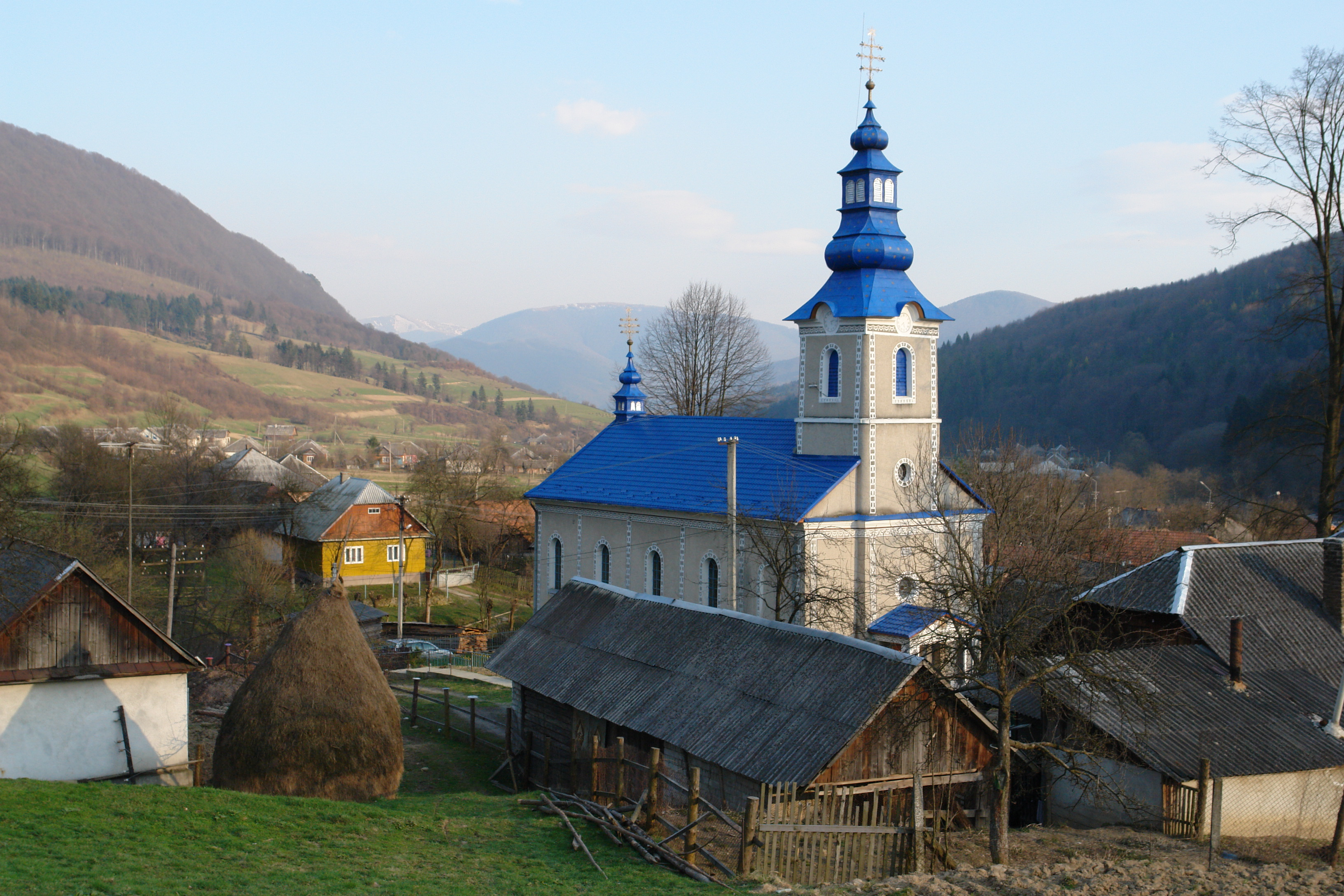

Osiedle typu miejskiego od 1981.
W 1989 liczyło 1393 mieszkańców.
W 2013 liczyło 1098 mieszkańców.